# Elias XNBS-3
El Elias XNBS-3 fue un prototipo de bombardero biplano de los años 20 del siglo XX, construido por Elias para el Servicio Aéreo del Ejército de los Estados Unidos.

## Diseño y desarrollo
El XNBS-3 era un gran bombardero biplano con fuselaje de tubos de acero y alas de madera, todo ello recubierto de tela. Estaba propulsado por dos motores de pistón Liberty 12A de 317 kW (425 hp). Tenía un tren de aterrizaje convencional con patín de cola y cuatro tripulantes. El prototipo fue designado XNBS-3 (prototipo de Bombardero Nocturno de Corto Alcance, Night Bombardment, Short Range) y fue probado por el Servicio Aéreo del Ejército en 1924 en McCook Field. Se le asignó la matrícula AS68567 y el Número de Proyecto P-335. Era similar al anterior Martin NBS-1 y no presentaba una mejora sustancial, por lo que no se ordenó su producción.

## Operadores
Estados Unidos
- Servicio Aéreo del Ejército de los Estados Unidos

## Especificaciones
Referencia datos:  National Museum of the United States Air Force

### Características generales
- Tripulación: Cuatro
- Longitud: 14,8 m (48,4 ft)
- Envergadura: 23,6 m (77,5 ft)
- Altura: 5,1 m (16,8 ft)
- Superficie alar: 143,3 m² (1542,1 ft²)
- Peso vacío: 3996 kg (8807,2 lb)
- Peso máximo al despegue: 6506 kg (14 339,2 lb)
- Planta motriz: 2× motor lineal V-12 refrigerado por agua Liberty 12-A.
  - Potencia: 317 kW (437 HP; 431 CV) cada uno.

### Rendimiento
- Velocidad nunca excedida (Vne): 162,5 km/h (101 MPH; 88 kt)
- Velocidad crucero (Vc): 135 km/h (84 MPH; 73 kt)
- Velocidad de entrada en pérdida (Vs): 104 km/h (65 MPH; 56 kt)
- Alcance: 748 km (404 nmi; 465 mi)
- Techo de vuelo: 2646 m (8681 ft)
- Régimen de ascenso: 2,1 m/s (413 ft/min)

### Armamento
- Ametralladoras: 

  - 5x Lewis de 7,62 mm en puestos dobles de morro y dorsal, y simple ventral
- Bombas: 

  - Hasta 767 kg

## Aeronaves relacionadas

### Aeronaves similares
- Martin NBS-1

### Secuencias de designación
- Secuencia NBS-_ (Bombarderos Nocturnos de Corto Alcance del USAAS, 1919-1924): NBS-1 - NBS-2 - NBS-3 - NBS-4